# Татаренко, Александр Александрович
Татаренко Александр Александрович (5 октября 1925, Очаков, Николаевская область, УССР, СССР — 1 декабря 1999, Санкт-Петербург, Российская Федерация) — советский художник, живописец, декоратор, член Санкт-Петербургского Союза художников (до 1992 года — Ленинградской организации Союза художников РСФСР).

## Биография
Татаренко Александр Александрович родился 5 октября 1925 года в городе Очакове Николаевской области, УССР в семье военного моряка. В 1942 году был направлен в Бакинское зенитное училище, откуда до окончания курса был переброшен командиром зенитного орудия под Сталинград. Участвовал в боях, был ранен. После излечения был мобилизован во флот. Служил сначала на Каспийском море, затем с 1944 по 1950 год в Ленинграде.
В 1950 году Татаренко поступил на архитектурный факультет Ленинградского института живописи, скульптуры и архитектуры имени И. Е. Репина, однако затем перешёл на факультет монументальной живописи Высшего художественно-промышленного училища имени В. И. Мухиной. Занимался у Степана Привиденцева, Ивана Степашкина, Петра Бучкина, Кирилла Иогансена. В 1955 окончил ЛВХПУ имени В. И. Мухиной, представив дипломную работу — эскиз панно-триптиха на тему «Молодёжный карнавал в Бухаресте».
С 1960 года участвовал в выставках, экспонируя свои работы вместе с произведениями ведущих мастеров изобразительного искусства Ленинграда. Писал городские и ландшафтные пейзажи, портреты, жанровые композиции, этюды с натуры. Занимался станковой и монументальной живописью, реставрацией. Преподавал на кафедре общей живописи ЛВХПУ имени В. И. Мухиной. В 1955 был принят в члены Ленинградского Союза художников. Пленэрное письмо 1950-60-х годов, основанное на тональном колорите и внимании к передаче световоздушной среды, в 1970-е годы меняется в сторону усиления экспрессии и декоративности образа, условности композиции и колорита. Персональные выставки в Ленинграде (1962, 1981), Одессе (1963, 1982), Львове (1983). В 1989—1992 годах работы художника с успехом были представлены на выставках и аукционах русской живописи L' Ecole de Leningrad во Франции.
Скончался 1 декабря 1999 года в Санкт-Петербурге на 75-м году жизни.
Произведения А. А. Татаренко находятся в музеях и частных собраниях в России, Германии, Великобритании, США, Украине, Финляндии и других странах.

## Выставки
- 1962 год (Ленинград): Осенняя выставка произведений ленинградских художников.
- 1971 год (Ленинград): Наш современник. Каталог выставки произведений ленинградских художников 1971 года.
- 1976 год (Ленинград): Портрет современника. Пятая выставка произведений ленинградских художников 1976 года.
- 1977 год (Ленинград): Выставка произведений ленинградских художников, посвящённая 60-летию Великого Октября.
- 1978 год (Ленинград): Осенняя выставка произведений ленинградских художников.
- 1981 год (Ленинград): Выставка произведений художников - ветеранов Великой Отечественной войны и других ленинградских живописцев.
- 1987 год (Ленинград): Выставка произведений художников - ветеранов Великой Отечественной войны.
- 1993 год (Петербург): Выставка произведений художников - участников Великой Отечественной войны Санкт-Петербургского Союза художников России.
- 1995 года (Петербург): Лирика в произведениях художников военного поколения. Живопись. Графика.
- 1997 год (Петербург): Связь времён. 1932—1997. Художники — члены Санкт-Петербургского Союза художников России.